# Orthomorpha coonoorensis
Orthomorpha coonoorensis är en mångfotingart som beskrevs av Carl 1932. Orthomorpha coonoorensis ingår i släktet Orthomorpha och familjen orangeridubbelfotingar. Inga underarter finns listade i Catalogue of Life.